# سیارک ۱۲۸۱۲
سیارک ۱۲۸۱۲ (به انگلیسی: 12812 Cioni، نامگذاری:1996CN7) دوازده هزار و هشتصد و دوازدهمین سیارک کشف شده‌است که در ۱۴ فوریه ۱۹۹۶ کشف شد.
قدر مطلق سیارک برابر ۱۶.۲ است.